# Bezżyłka plamista
Bezżyłka plamista (Phyllodromica (Phyllodromica) maculata) – gatunek karaczana z rodziny zadomkowatych i podrodziny Ectobiinae.

## Taksonomia
Gatunek opisany został w 1781 roku przez Schrebera jako Blatta maculata.

## Opis
Ciało brunatnoczarne, błyszczące, u samca długości od 6,5 do 7,4 mm, a u samicy od 6,5 do 7 mm. Przedplecze czarne z szerokim, jasnym obrzeżeniem. Pokrywy pozbawione gęstej siatki żyłek i czarnych plamek, żółtawe, u samca z czarnobrunatną plamą w dolnej części. U samca sięgają końca odwłoka, osiągając długość od 5,5 do 6 mm. U samicy są prosto ścięte i zaokrąglone, osiągając długość od 2,7 do 3,2 mm.

## Rozprzestrzenienie
Bezżyłka plamista występuje od Renu w Niemczech i Tyrolu w Austrii, przez Czechy, Słowację, Węgry po Polskę. Występowanie w Szwajcarii, Rumunii i na Ukrainie jest wątpliwe, chociaż starsze publikacje podają zasięg po południowo-zachodnią Ukrainę i Jugosławię.
W Polsce owady dorosłe występują od połowy maja do sierpnia na terenie całego kraju.